# Råbergstjärnen (Rättviks socken, Dalarna)
Råbergstjärnen är en sjö i Rättviks kommun i Dalarna och ingår i Dalälvens huvudavrinningsområde.